# Albertine Necker de Saussure

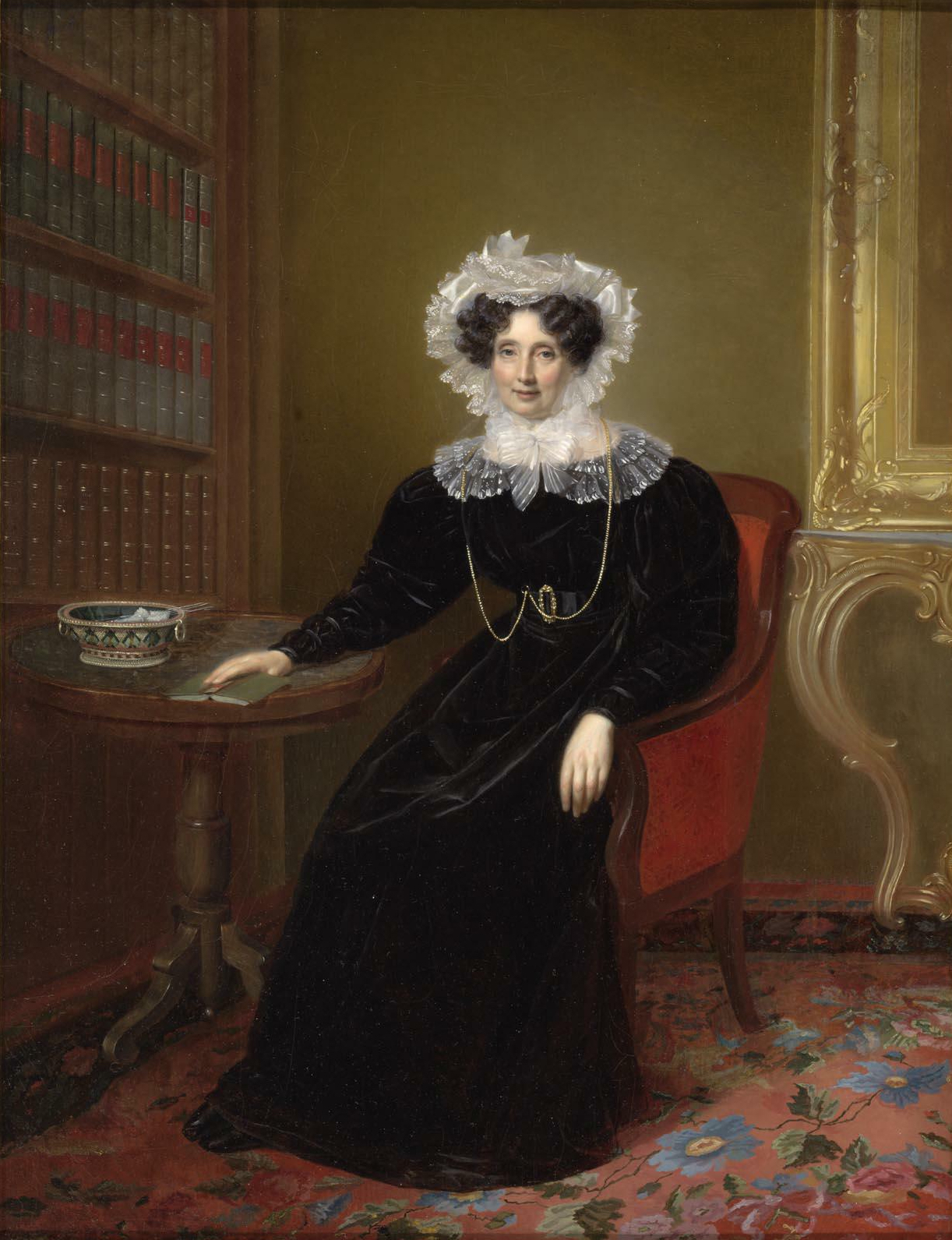
Albertine Necker de Saussure

Albertine Adrienne Necker de Saussure (* 9. April 1766 in Genf; † 13. April 1841 in Mornex, Savoyen) war eine Schweizer Schriftstellerin, Pädagogin und eine frühe Verfechterin der Bildung für Frauen.

## Leben

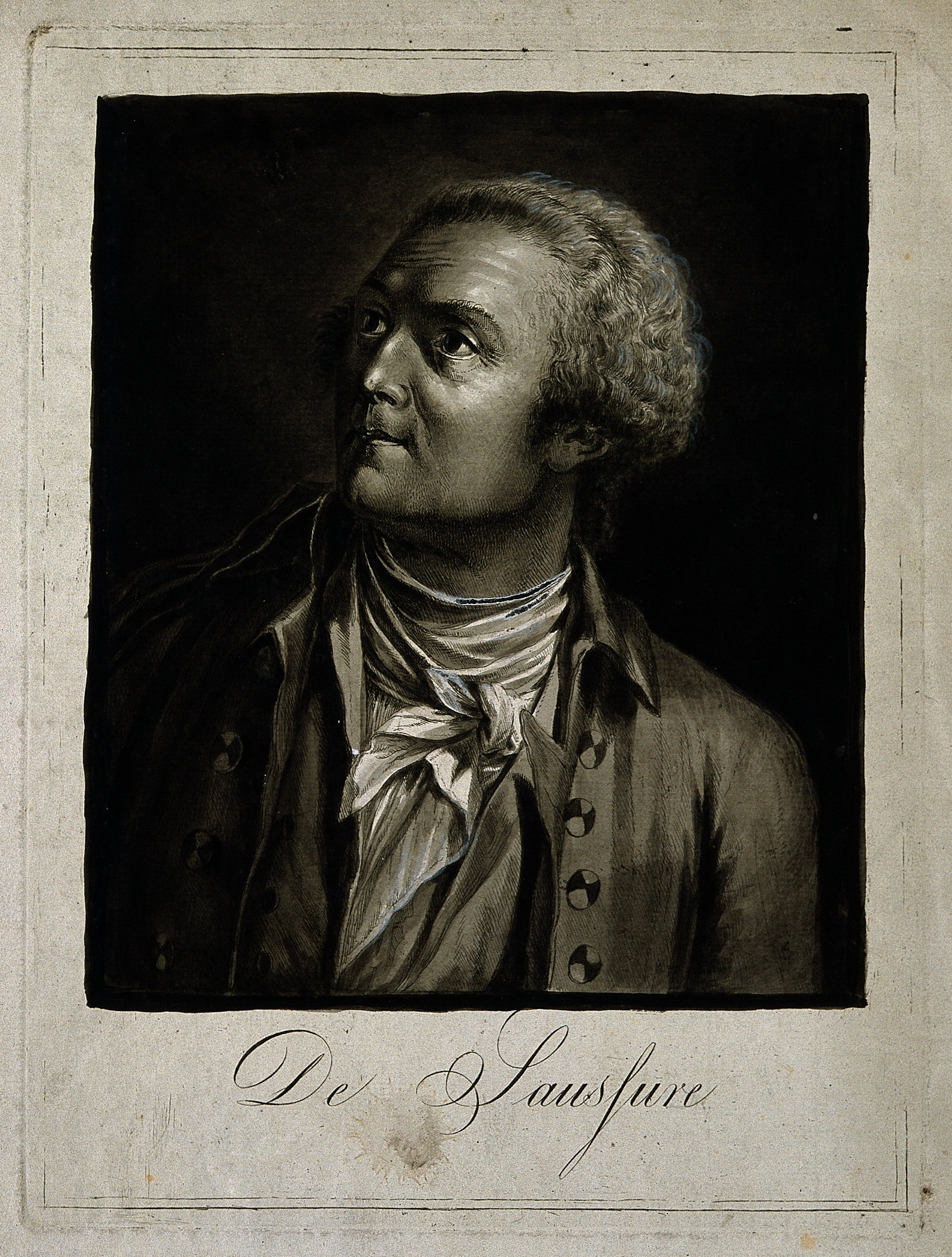
Albertine Necker de Saussures Vater Horace Bénédict de Saussure

Sie war die Tochter des Genfer Wissenschaftlers Horace-Bénédict de Saussure, der dafür sorgte, dass sie die für ihre Zeit bestmögliche Ausbildung erhielt. Ihr Vater unterrichtete sie selbst. Sie wurde in verschiedenen exakten Wissenschaften ausgebildet und sprach Englisch, Deutsch, Italienisch und Latein.

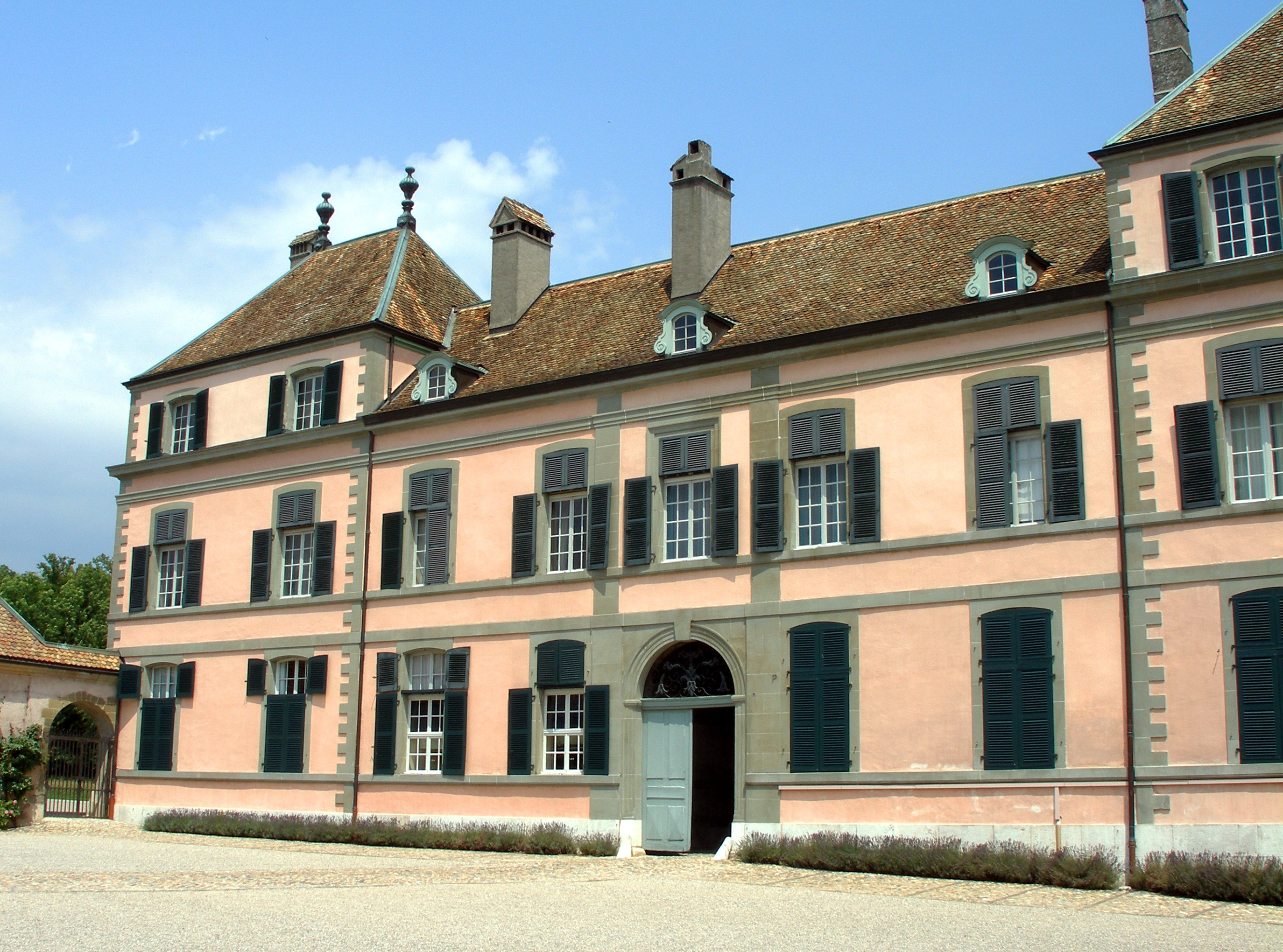
Château de Coppet

1785 heiratete sie einen namhaften Botaniker, Jacques Necker (1757–1825), den Neffen von Louis XVI Finanzminister Jacques Necker. Die Revolution beendete Neckers militärische Karriere und in der Folge kamen die beiden 1790 nach Genf, wo er an der Académie de Genève Botanik unterrichtete – er bekam die Stelle dank dem Familiennamen seiner Frau. Sie schrieb zunächst Botanik-Vorlesungen für ihn und unterrichtete ihre eigenen Kinder in einer breiten Palette von Themen, einschliesslich der exakten Wissenschaften. Sie lebte bei seiner Tante und seinem Onkel im Château de Coppet, wo sie sich mit seiner Cousine Germaine de Staël anfreundete.
Ihre religiösen Ansichten waren offen und tolerant: Albertine Necker de Saussure war eine Calvinistin. Sie glaubte nicht, dass die Ehe das alleinige Ziel weiblicher Existenz sei und auch nicht, dass Frauen ausschliesslich erzogen werden sollten, um Männern zu gefallen. Sie wurde mit Mary Wollstonecraft verglichen für ihre Überzeugung, dass alleinstehende Frauen ihren Lebensunterhalt durch Bildung erhalten konnten.
Ihr Bruder Nicolas Théodore de Saussure wurde ein bekannter Chemiker und Forscher der Pflanzenphysiologie. Ausserdem war ihr Grossonkel Charles Bonnet ein berühmter Naturforscher.

## Wissenschaft
Necker de Saussures Interesse an der Wissenschaft wurde unterstützt von ihrem Vater. Etwa im Alter von zehn Jahren begann sie ein Tagebuch für die Aufzeichnung von wissenschaftlichen Beobachtungen anzulegen. Mit der Zeit wurde sie zu einer aktiven Experimentatorin und beim Versuch Sauerstoff herzustellen, fügte sie sich im Gesicht Brandwunden bei. Als sie jünger war, ging sie mit ihrem Vater auf geologische und botanische Forschungsreisen. Nach ihrer Heirat ging ihre wissenschaftliche Tätigkeit zurück.
Necker de Saussure tauschte sich mit mehreren namhaften Wissenschaftlern ihrer Zeit aus. Louis-Bernard Guyton de Morveau schrieb, dass er ihr Interesse für Chemie bei einem Besuch erneuert habe. Sie besuchte mehrere berühmte französische Chemiker der Zeit: Antoine Lavoisier, Antoine François comte de Fourcroy, und Claude Louis Berthollet. In einem Brief an ihren Vater Horace Bénédict de Saussure beschrieb sie Experimente, welche sie in deren Labors durchführte.

## Werke
Necker de Saussures literarische Tätigkeit begann später, nachdem ihre Kinder erwachsen waren. Ihr Hauptwerk, L'Education Progressive ou Étude du Cours de la Vie (1828), war eine lange und einflussreiche Studie über die pädagogische Theorie und die Bildung der Frauen. Die Arbeit wurde in drei Bänden nacheinander veröffentlicht. Die ersten beiden Bände behandeln die Allgemeinbildung. Necker de Saussure betrachtet das Kind von Geburt an und folgt ihm bis zu vierzehnten Lebensjahr. Der Dritte Teil widmet sich der Ausbildung von Frauen. Necker de Saussure glaubte, dass der unterschiedliche Bildungsgrad von Frauen sich aus der Tatsache ergab, dass Frauen nicht die gleichen Chancen wie Männer erhielten. Sie wollte, dass Frauen ihre religiösen, familiären und sozialen Verpflichtungen erfüllten, aber in einer selbst bestimmten Art und Weise. Weiter glaubte sie, dass in der Vergangenheit gewisse soziale Einstellungen für die Würde der Frauen schädlich waren und dass Spuren davon im Selbstbewusstsein der Frauen verblieben – sie wollte dies ändern.

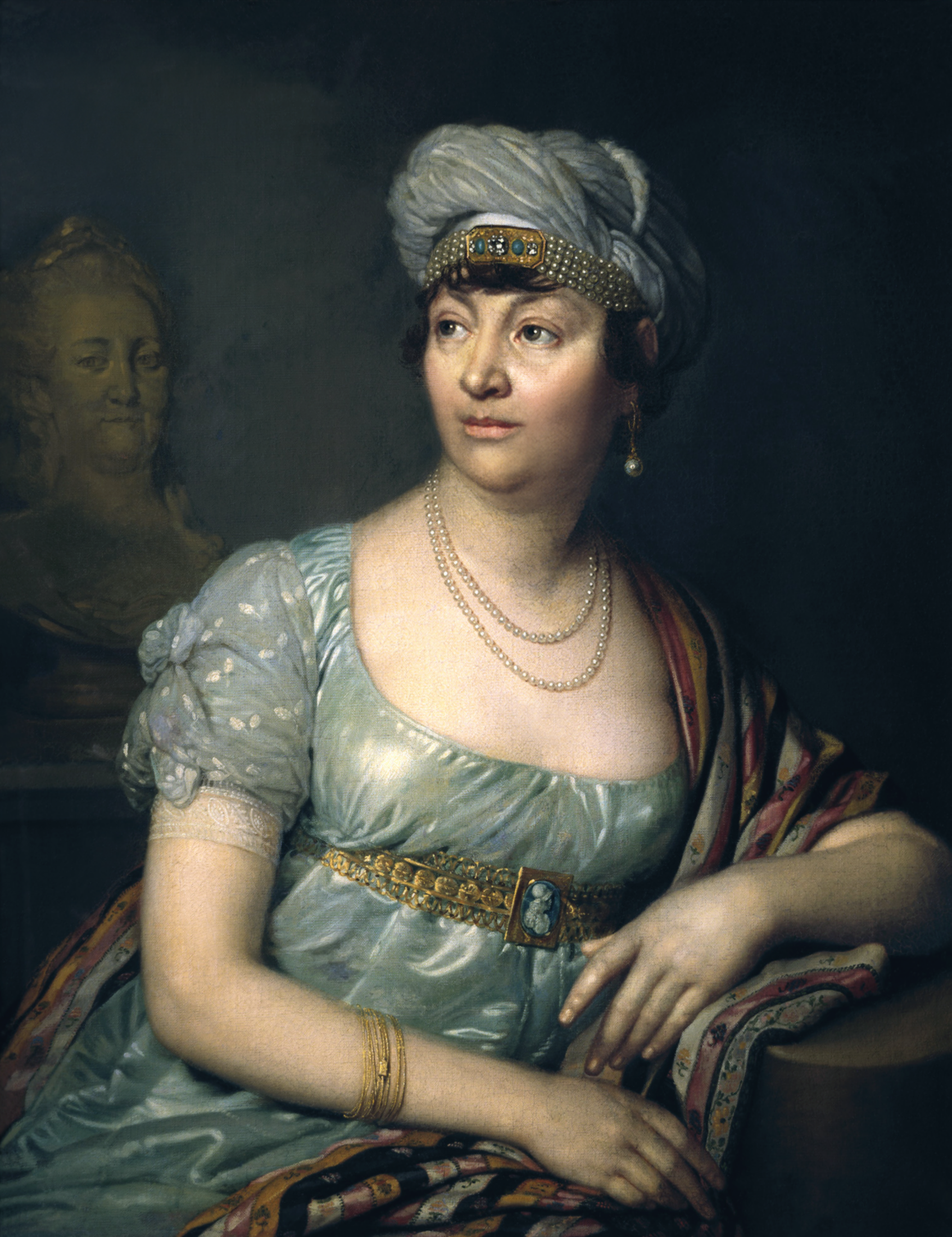
Die Cousine Germaine de Staël

Sie schrieb auch eine Biographie über ihre Freundin und Cousine Germaine de Staël – publiziert im ersten Sammelwerk von de Staël 1821. Darüber hinaus übersetzte Necker de Saussure Schlegels Vorlesungen über dramatische Kunst und Literatur (1809–1811) ins Französische.
- als Übersetzerin: August Wilhelm von Schlegel: Cours de littérature dramatique. Paris; Genève 1814.
- Notice sur le caractère et les écrits de Madame de Staël. Treuttel et Würtz, Paris; Strasbourg; Londres  1820.
- L'education progressive, ou, Etude du cours de la vie. 3 vols. G. Rouiller, Lausanne 1834–1838. (Digitalisat).

## Wirkung
Ihre Veröffentlichung Education Progressive ist als pädagogischer Klassiker anerkannt und war im neunzehnten Jahrhundert in England einflussreich. Sie war aktiv in der Groupe de Coppet, dem Salon, der zwischen der Revolution und den ersten Jahren der Restauration blühte. Es wurde ihr zugeschrieben den Geist von Coppet in einer neuen Generation von Genfer Aristokraten verbreitet zu haben, einschliesslich Adolphe Pictet. Das Porträt von Necker de Saussure, neben ihr der Strickkorb, gilt als Symbol einer späten Genfer Aufklärerin.